# صالح عبد الحميد
صالح عبد الحميد (20 مارس 1983) لاعب كرة قدم بحريني يلعب حاليا لصالح نادي الدرجة الأولى المحرق البحريني في مركز قلب الدفاع.

## العقد المالي
تبلغ قيمة شراء عقده السوقية 1700 دينار بحريني (حوالي 4500 دولار أمريكي) ويرتبط بعقد احترافي مع نادي المحرق يحصل بموجبه على 200 دينار بحريني (529 دولار أمريكي) شهريا.

## الإنجازات

### المحرق
- الدرجة الأولى (1): 2015
- كأس ملك البحرين (3): 2012، 2013، 2016
- كأس الخليج للأندية (1): 2012

## روابط خارجية
- صالح عبد الحميد على موقع ناشيونال فوتبول تيمز (الإنجليزية)
- صالح عبد الحميد على موقع Soccerway.com (الإنجليزية)
- صالح عبد الحميد على موقع كووورة